# Doraemon: Nobita và viện bảo tàng bảo bối
Doraemon: Nobita và viện bảo tàng bảo bối (Nhật: ドラえもん のび太のひみつ道具博物館) là một phim điện ảnh anime thể loại khoa học viễn tưởng sản xuất năm 2013. Đây là phim chủ đề thứ 33 của anime Doraemon. Trước khi chính thức công chiếu vào tháng 3 năm 2013, Mugiwara Shintarō đã đăng tiếp toàn bộ nội dung truyện trên tạp chí CoroCoro Comic của nhà xuất bản Shogakukan, sau đó được xuất bản dưới dạng tankōbon. Truyện phim mở đầu với hình ảnh Nobita có mơ ước trở thành thám tử như Sherlock Homes và sau đó đột nhiên Doraemon bị một đạo chích của tương lai mang tên Kaitou Deluxe đánh cắp chiếc chuông. Doraemon và những người bạn đến bảo tàng bảo bối thế kỷ 22 truy tìm hành tung tên trộm.
Sau khi công chiếu tại Nhật Bản, Toho đã phân phối Nobita no Himitsu Dōgu Museum dưới dạng DVD và Blu-ray. Tại Việt Nam, phim được trình chiếu tại các cụm rạp từ ngày 27 tháng 12 năm 2013, và được trình chiếu lại trên kênh HTV3 - DreamsTV vào ngày 31 tháng 12 năm 2017.

## Nội dung

Truyện tranh Doraemon: Nobita và viện bảo tàng bảo bối

Trong lúc Doraemon đang ngủ thì bị một người bí ẩn lấy đi chiếc chuông đeo cổ. Bằng "Bộ đồ nghề thám tử Sherlock Holmes" của Doraemon, Nobita đã phát hiện ra người lấy chiếc chuông của Doraemon có tên là Deluxe và nơi hắn cất giấu chiếc chuông được chỉ định là Viện Bảo Tàng Bảo Bối thế kỉ XXII. Phần vì muốn giúp Doraemon lấy lại chuông, phần vì muốn được tham quan bảo tàng nên nhóm bạn Shizuka, Suneo và Jaian cũng đi theo (trên đường đi thì nhóm phát hiện ra là nếu không có chuông, Doraemon sẽ trở thành một chú mèo bình thường như bao con mèo khác). Đến nơi nhóm bạn được Viện trưởng bảo tàng Ficus và Kurt hướng dẫn tham quan bảo tàng. Và nhóm bạn phát hiện ra nơi đây có điều gì đó bí ẩn khi biết được hành động kì lạ của Viện trưởng Ficus và chỗ ẩn náu của hai ông cháu tiến sĩ Peppler. Sau đó nhóm bạn đã vô tình bị kéo vào cuộc điều tra vụ cướp tại bảo tàng bảo bối.
Kể từ đó, nhóm bạn Nobita đã liên tiếp gặp nhiều rắc rối từ phi vụ của siêu trộm Deluxe. Cuối cùng, thám tử lừng danh Nobita đã tìm ra chiếc chìa khóa giải quyết mọi bí ẩn về bảo tàng tương lai này và tìm ra tên trộm đã lấy chiếc chuông của Doraemon. Nhóm bạn và thanh tra Mastard đã biết được những hành động kì lạ của viện trưởng Ficus đều do tiền tiết kiệm của ông, kẻ ăn cắp vặt trong bảo tàng chính là Ginger, cháu tiến sĩ Peppler. Chính Kurt đã lấy trộm chuông của Doraemon và 5 bảo bối khác trong bảo tàng để lấy các vi mạch được cất giấu trong đó nhằm âm mưu biến kim loại gốc (thành phần chính để sản xuất bảo bối ở tương lai, do tiến sĩ Hartmann, ông nội Kurt, phát hiện) thành kim loại Peppler nhưng không thành, thay vào đó là Mặt Trời nhân tạo dần biến thành Sao khổng lồ đỏ (Sự cố này đã từng xảy ra do tiến sĩ Peppler lỡ tay gây ra trong lúc ngiên cứu với tiến sĩ Hartmann và ông đã bị trục xuất). Sự cố được giải quyết, hai ông cháu tiến sĩ Peppler đã tẩu thoát. Kết thúc câu chuyện là một cảnh rất đẹp: Nobita tìm ra chiếc chuông và trao lại cho Doraemon. Từ đó đã giải thích vì sao chiếc chuông của Doraemon lại quan trọng đến như thế.
Tập phim này còn cho biết quá trình hình thành và phát triển của các bảo bối trong loạt phim Doraemon, đồng thời còn xuất hiện nhiều loại bảo bối khác.

## Sản xuất
Nobita no Himitsu Dōgu Museum do Teramoto Yukiyo đạo diễn, Shimizu Higashi viết kịch bản và Sawada Kan soạn nhạc, công chiếu ngày 9 tháng 3 năm 2013 với thời lượng 104 phút. Bài hát mở đầu phim là "Yume wo Kanaete Doraemon" (夢をかなえてドラえもん, dịch nghĩa "Có Doraemon, giấc mơ thành hiện thực") do Mao trình bày, bài hát kết thúc "Mirai no Museum" (未来のミュージアム Mirai no Myūjiamu, n.đ. Viện bảo tàng của tương lai) do Perfume trình bày và lồng trong phim là "Egao wa Himitsu Dogu" (笑顔はひみつ道具, dịch nghĩa "Nụ cười là bảo bối bí mật") do Chiaki trình bày. Một đoạn trailer giới thiệu được công bố vào ngày 13 tháng 6 năm 2013 và ngày nay vẫn có thể xem lại trên kênh YouTube chính thức của phim Doraemon. Vào năm 2011, đạo diễn Teramoto Yukiyo có chuyến công du đến Kawasaki tham dự buổi khai trương Viện bảo tàng Fujiko F. Fujio và ông lấy đó làm niềm cảm hứng phóng tác sáng tạo ra câu chuyện. Bối cảnh chính của phim diễn ra ở thế kỷ 22 trong bảo tàng bảo bối. Toho đã phân phối phim tại Nhật Bản dưới dạng đĩa DVD và Blu-ray vào ngày 9 tháng 8 năm 2013. Sau đó tiếp tục được tái phát hành dưới định dạng DVD và Blu-ray vào ngày 4 tháng 12 năm 2013. Tháng 3 năm 2016, DVD tiếp tục được tái phân phối bán với giá ưu đãi.
Sau khi công chiếu tại Nhật Bản, Nobita no Himitsu Dōgu Museum tiếp tục được giới thiệu ở một số quốc gia khác. Phim đã công chiếu ở các rạp tại Hồng Kông và Hàn Quốc vào ngày 25 tháng 7 năm 2013, tại Đài Loan vào ngày 2 tháng 8 năm 2013, tại Thái Lan vào ngày 17 tháng 10 năm 2013, tại Tây Ban Nha vào ngày 31 tháng 10 năm 2013, và tại Việt Nam vào ngày 31 tháng 12 năm 2013. Riêng ở Ấn Độ phim trình chiếu trên truyền hình vào ngày 26 tháng 3 năm 2016 và ở Việt Nam cũng được chiếu lại trên kênh HTV3 vào ngày 31 tháng 12 năm 2017. 
Nhân vật và lồng tiếng
- Kurt: cháu của tiến sĩ Hartmann. Là nhân viên hướng dẫn du khách đến Khu Bảo tàng Bảo bối ở thế kỉ 22.
- Ficus: Viện trưởng Viện bảo tàng.
- Popon: là một thứ do Kurt tạo ra nhờ vô tình.
- Ginger: cháu gái của tiến sĩ Peppler. Cô bị mang tiếng là kẻ ăn cắp vặt trong bảo tàng.
- Tiến sĩ Hartmann: Ông của Kurt, là người đã phát hiện kim loại Full.
- Tiến sĩ Peppeler: là tiến sĩ giống Hartmann. Sau một vụ tai nạn trong lúc nghiên cứu, ông đã bị trục xuất khỏi thành phố và phải sống chui sống hủi vì bị truy bắt.

| Nhân vật                | Diễn viên lồng tiếng | Diễn viên lồng tiếng | Diễn viên lồng tiếng |
| Nhân vật                | Nhật Bản             | Việt Nam             | Rạp                  |
| ----------------------- | -------------------- | -------------------- | -------------------- |
| Doraemon                | Mizuta Wasabi        | Thùy Tiên            | Thùy Tiên            |
| Nobita                  | Ohara Megumi         | Anh Tuấn             | Hoàng Khuyết         |
| Shizuka                 | Kakazu Yumi          | Ngọc Châu            | Hoài Thương          |
| Jaian                   | Kimura Subaru        | Quốc Tín             | Thiện Trung          |
| Suneo                   | Seki Tomokazu        | Minh Vũ              | Minh Vũ              |
| Siêu trộm Deluxe        | Chafurin             | Bá Nghị              | Trần Vũ              |
| Dorami                  | Fujimoto Chiaki      | Huyền Chi            | Kiều Oanh            |
| Osaru Mukashi           | Mukai Osamu          | Tiến Đạt             | Quang Tuyên          |
| Kurt                    | Sanpei Yuko          | Hoàng Khuyết         | Kim Anh              |
| Ginger                  | Horie Yui            | Ái Phương            | Linh Phương          |
| Poppon                  | Aikawa Rikako        | Thiên Di             | Kim Ngọc             |
| Tiến sĩ Peppeler        | Chiba Shigeru        | Tất My Ly            | Chánh Tín            |
| Mẹ của Nobita           | Mitsuishi Kotono     | Ngọc Quyên           | Thu Hiền             |
| Gonsuke                 | Tatsuta Naoki        | Kiêm Tiến            | Thanh Lộc            |
| Thanh tra Mustard       | Matsudara Ken        | Trí Luân             | Trí Luân             |
| Viện trưởng Ficus       | Hashi Takaya         | Trần Vũ              | Tấn Phong            |
| Tiến sĩ Hartmann        | Koji Ishii           | Hạnh Phúc            | Tuấn Anh             |
| Sewashi                 | Matsumoto Sachi      | Anh Tuấn             | Kim Anh              |
| Đầu của Gorgon          | Takato Yasuhiro      | Xuân Trang           | Ngọc Quyên           |
| Lupin                   | Iida Toshinobu       | Bá Nghị              | Chơn Nhơn            |
| Nữ thần "Suối tiều phu" | Maria Kawamura       | Thúy Hằng            | Thu Huyền            |
| Robot hút bụi           | Mai Shimamoto        | Huyền Chi            | Huyền Trang          |
| Hệ thống định vị xe     | Uyama Chiho          | Huỳnh An             | Tuyết Nhung          |
| Thuyết trình viên       | Suzuki Shiori        | Thủy Tiên            | Thúy Hằng            |

## Nhạc nền
| STT | Nhan đề                                                                                        | Thời lượng |
| --- | ---------------------------------------------------------------------------------------------- | ---------- |
| 1.  | "Kaitō Lupin VS Meitantei Nobita, no Yume" (怪盗ルパンVS名探偵のび太、の夢)                    | 1:37       |
| 2.  | "Suzu ga Nusuma Reta!" (鈴が盗まれた!)                                                         | 0:45       |
| 3.  | "Kisekae Camera" (きせかえカメラ)                                                              | 0:47       |
| 4.  | "Dōgu Dashi Fanfāre (Tantei Ver.)" (道具出しファンファーレ (探偵 Ver.))                        | 0:08       |
| 5.  | "Nobibi~n! ~Nobita Homes no Theme" (のびび~ん! ~のび太ホームズのテーマ)                        | 1:02       |
| 6.  | "Himitsu Dōgu Museum e no Jōtaijō" (ひみつ道具ミュージアムへの招待状)                          | 2:03       |
| 7.  | "Arutoman Hakase no Dōzō ~ Kiseki no Museum" (アルトマン博士の銅像~奇跡のミュージアム)         | 1:21       |
| 8.  | "Kyūgata Guard Robot" (旧型ガードロボ)                                                         | 1:01       |
| 9.  | "Egao wa Himitsu Dōgu" (笑顔はひみつ道具)                                                      | 1:07       |
| 10. | "Peppler Hakase no Yume" (ペプラー博士の夢)                                                    | 1:46       |
| 11. | "Hakase no Ōkina Mistake" (博士の大きなミス)                                                   | 0:54       |
| 12. | "Heikan Jikan" (閉館時間)                                                                      | 0:53       |
| 13. | "Popon" (ポポン)                                                                               | 0:57       |
| 14. | "Nobita to Doraemon no Omoide" (のび太とドラえもんの思い出)                                    | 1:14       |
| 15. | "Kaitō DX Tōjō!~ Museum o Mamore" (怪盗DX登場!~ミュージアムを守れ)                             | 3:10       |
| 16. | "Gorgon no Kubi" (ゴルゴンの首)                                                                | 1:08       |
| 17. | "Kanchō no Hesokuri" (館長のへそくり)                                                          | 2:23       |
| 18. | "Jinkō Taiyō no Bōsō ~ Kurt no Yūki" (人口太陽の暴走~クルトの勇気)                             | 1:35       |
| 19. | "Chikara o Awasete ~ kaitō Dorakkusu VS Guard Robot" (力を合わせて~怪盗ドラックスVSガードロボ) | 2:58       |
| 20. | "Ganbare Popon!~ Kiseki no Hikari" (がんばれポポン!~奇跡の光)                                  | 1:24       |
| 21. | "Oboete Iru yo, Doraemon!" (おぼえているよ、ドラえもん!)                                       | 0:54       |

## Truyền thông
Tháng 2 năm 2013, Mugiwara Shintarō cho đăng toàn bộ nội dung manga kéo dài hai kỳ từ số tháng 2 đến số tháng 3 năm 2013 của CoroCoro Comic. Ngày 30 tháng 3 năm 2013, tankōbon biên tập lại các chương trước đó được Shogakukan ra mắt dưới ấn hiệu Tentomushi Comics, Một phiên bản manga điện ảnh màu chuyển tải những hình họa trong anime đã qua biên tập phát hành vào cuối tháng 7 năm 2013.
Manga Nobita no Himitsu Dōgu Museum được Nhà xuất bản Kim Đồng ấn hành lần đầu vào ngày 17 tháng 1 năm 2014. Một trò chơi điện tử cùng tên đã được Nintendo 3DS ra mắt vào ngày 9 tháng 3 năm 2013.
Phim được công chiếu trên 353 cụm rạp trên toàn nước Nhật, trong hai ngày đầu 8 và 9 tháng 3 năm 2013 phim thu về 667.291.850 Yên từ 597.899 lượt vé đứng vị trí số một trên bảng xếp hạng phòng vé. Theo một cuộc khảo sát của Pia trong ngày đầu phim được đánh giá số một. Qua hai tuần phim thu về 1.231.703.850 Yên từ 1.102.266 lượt vé tiếp tục đứng vị trí số một. Trong vòng 16 ngày phim thu đạt 2 tỉ Yên từ 180 triệu vé. Năm tuần trôi qua phim chạm mốc 3.589.221.400 Yên từ 3.308.785 vé. Tổng doanh thu lúc này là 3.784.573.000 Yên từ 3.381.210 vé phá vỡ kỷ lục phim "Doraemon: Nobita và hòn đảo diệu kì - Cuộc phiêu lưu của loài thú". Tổng doanh thu cuối cùng được công bố vào tháng 1 năm 2014 là 3.98 tỉ Yên với số vé là 3.65 triệu vé.
Kể từ bộ phim chủ đề đầu tiên "Doraemon: Chú khủng long của Nobita" được công chiếu vào ngày 15 tháng 3 năm 1980 cho đến "Nobita và viện bảo tàng bảo bối" đã là 34 phim. 33 năm trôi qua,（12.060.000 ngày）tổng đã chạm mốc 1 triệu lượt người xem. Đánh bại 28 phim Godzila. Kênh chính thức YouTube đã công bố một đoạn phim về sự kiện đặc biệt này.